# Remyelinering
Remyelinering er en proces, som indebærer genopbygning af skadet myelin i centralnervesystemet. Processen udføres ved at oligodendrocyt forstadieceller modnes til funktionsdygtige oligodendrocytter, som danner nye myelinskeder omkring nervecellernes aksoner. Dette skaber et tyndere myelinlag end det oprindelige, men dog tilstrækkeligt til at isolere aksonerne, og forbedre den elektriske ledning i disse.